# 凱絲·萊克斯
凱絲·萊克斯（英語：Kathy Reichs, 1950年7月7日—），美國小說家、也是一位在美國和加拿大工作的法醫人類學家。其作品中的法醫主角唐普蘭絲·布蘭納就是影射她自己。

## 生平
她出生在美國芝加哥，在西北大學獲得人類學的博士學位。隨後到北卡羅來納州工作、擔任北卡醫事檢查處the Office of the Chief Medical Examiner的刑事人類學家，接著又到加拿大魁北克省，擔任犯罪暨法醫研究所的法醫。在法醫工作表現上相當傑出，是全美刑事人類學協會（American Board of Forensic Anthropology ）八十八名檢定合格的法醫人類學家之一，目前也在北卡羅來納州大學夏洛特分校擔任社會人類學教授。

## 撰寫作品
- 1997年《聽！骨頭在說話》Déjà Dead －《紐約時報》暢銷排行榜，『亞瑟·艾利斯獎』最佳處女作小說獎。
- 1999年《看！死亡的顏色》Death du Jour
- 2000年《追！致命的抉擇》Deadly Decisions
- 2001年《逃！戰慄的追殺》Fatal Voyage
- 2002年《挖！墓穴的秘密》Grave Secrets
- 2003年《猜！白骨的陰謀》Bare Bones
- 2004年《泣！死神的哀悼》Monday Mourning
- 2005年《玩骨頭的女人》  Cross Bones
- 2006年《人骨密碼》      Break No Bones －入圍加拿大犯罪作家學會『亞瑟·艾利斯獎』最佳犯罪小說獎決選。
- 2007年《骷髏之詩》      Bones To Ashes
- 2008年《惡意的骨頭》    Devil Bones
- 2009年《第206塊骨頭》   206 Bones
- 2010年《蜘蛛之骨》      Spider Bones
- 2011年《第一桶白骨》    Flash and Bones
- 2012年《沒有名字的骨頭》 Bones are Forever
- 2013年《迷失的骨頭 》 Bones of the Lost
- 2014年 Bones Never Lie
- 2015年 Speaking in Bones
- 2016年 The Bone Collection

## 影集改編
- 2006年《骷髏拼盤》Bones: Buried Deep ，凱絲萊克斯 以及 麥斯倫林斯 合著。

## 外部連結
- 凱絲·萊克斯官方網站（页面存档备份，存于）